# Universitatea Tokio
Universitatea Tokio (東京大学 Tōkyō daigaku?), prescurtată ca Todai (東大 Tōdai?) este o universitate publică din Tokio, Japonia, cu 10 facultăți și cca. 30.000 de studenți (2.100 străini).
Are 5 campusuri: Hongō, Komaba, Kashiwa, Shirokane și Nakano.
Este considerată cea mai bună universitate din Japonia și este deseori clasificată drept cea mai prestigioasă din Asia.

## Istoria
Universitatea a fost fondată în 1877 prin fuziunea a mai multor școli de stat de medicină și științe occidentale. A fost redenumită  Universitatea Imperială (帝國大學 Teikoku daigaku?)" în 1886 și apoi Universitatea Imperială Tokio (東京帝國大學 Tōkyō teikoku daigaku?) în 1887, când a fost creat sistemul de universități imperiale.
În 1947, după înfrângerea Japoniei în al Doilea Război Mondial, universitatea și-a reprimit numele original.

### Facultăți
- Drept
- Medicină
- Inginerie
- Litere
- Științe exacte
- Agricultură
- Științe economice
- Arte și Științe
- Pedagogie
- Farmacie
- Istorie
- Studii ale Mediului înconjurător

### Studii post-universitare
- Științe umaniste și sociologie
- Pedagogie
- Drept și Științe politice
- Științe economice
- Arte și Științe
- Științe exacte
- Inginerie
- Agricultural and Life Sciences
- Medicină
- Farmacie
- Științe matematice
- Științe de frontieră
- Informație și tehnologie
- Studii de informații interdisciplinare
- Administrație publică

### Instituții de cercetare
- Institutul de științe medicale
- Institutul de cercetări seismice
- Institutul de culturi orientale
- Institutul de științe sociale
- Institutul de științe industriale
- Institutul de istoriografie
- Institutul de bioștiințe moleciulare și celulare
- Institutul de cercetări ale razelor cosmice
- Institutul de fizica materiei condensate
- Institutul de cercetări oceanice
- Centrul de cercetare pentru științe și tehnologie avansată

## Clasificare academică
Șase foști studenți au primit Premiul Nobel.
În clasificarea făcută de ziarul britanic The Times, Universitatea Tokio este clasificată ca a 19-cea din lume, și prima din Asia.

## Galerie

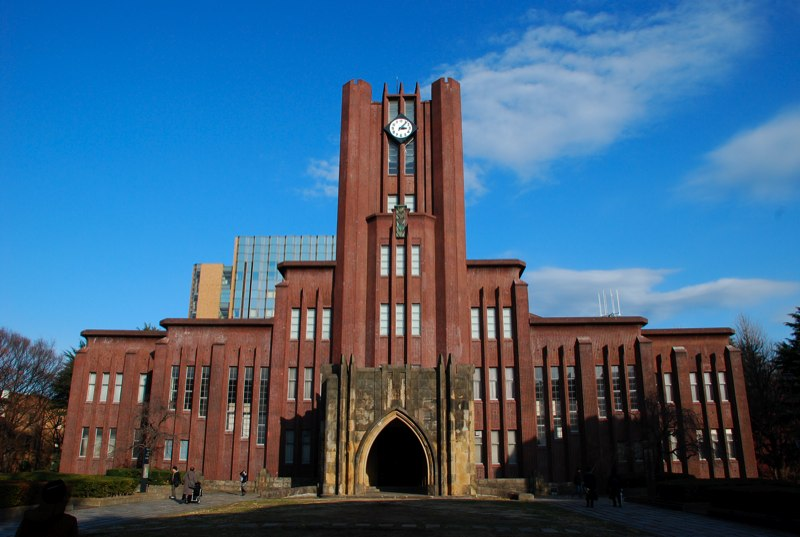
Auditoriul Yasuda
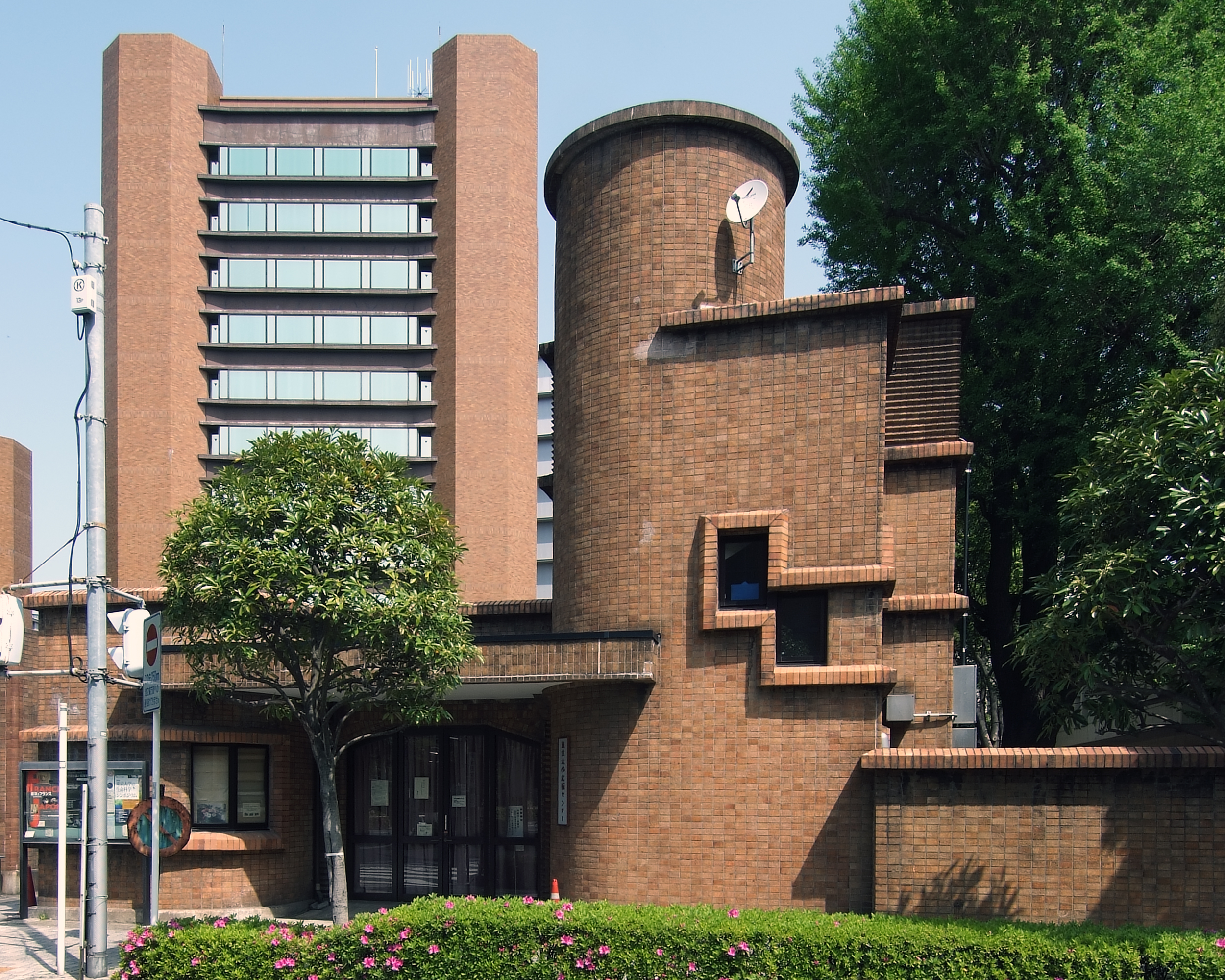
Centrul de informare, Campusul Hongo
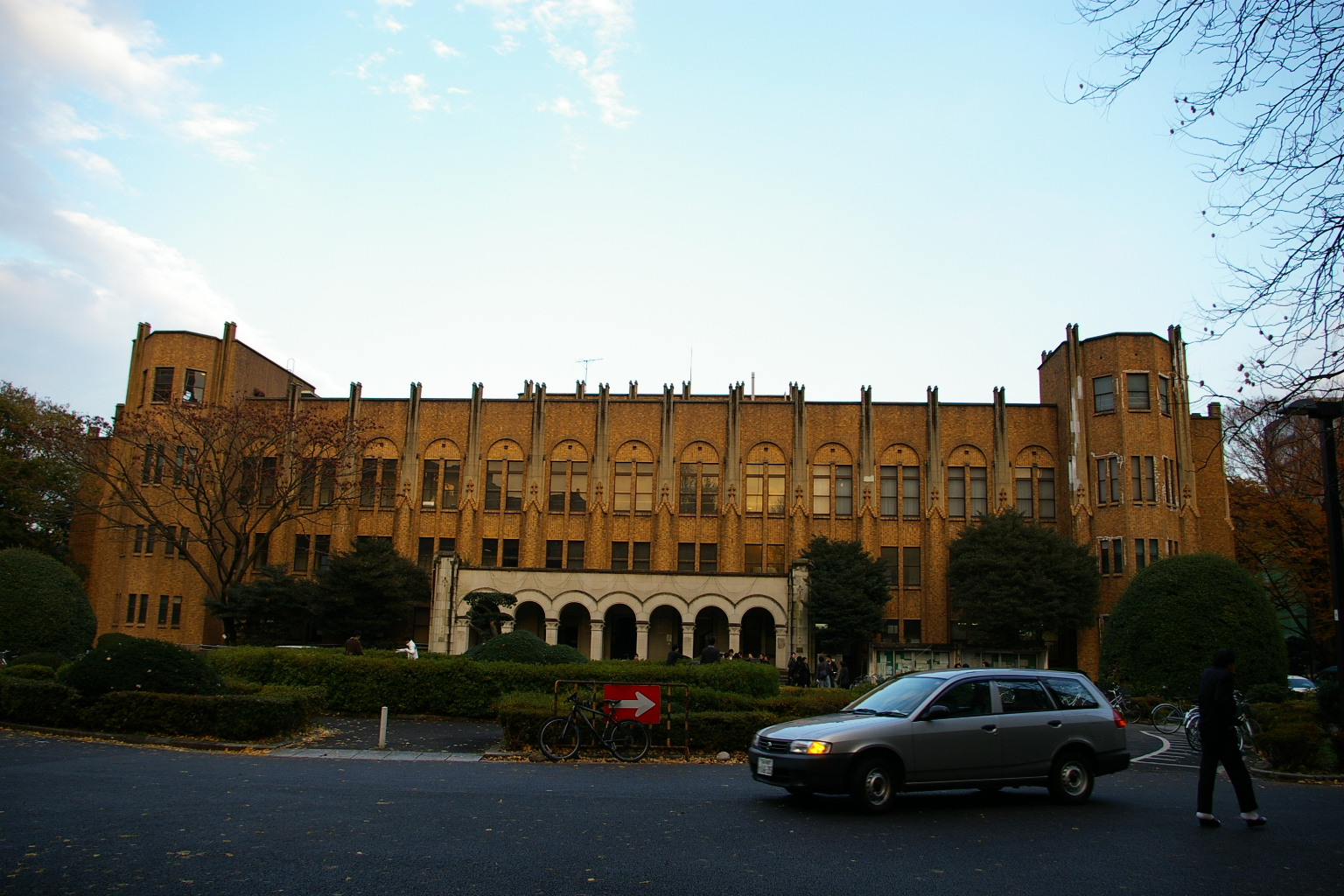
Biblioteca
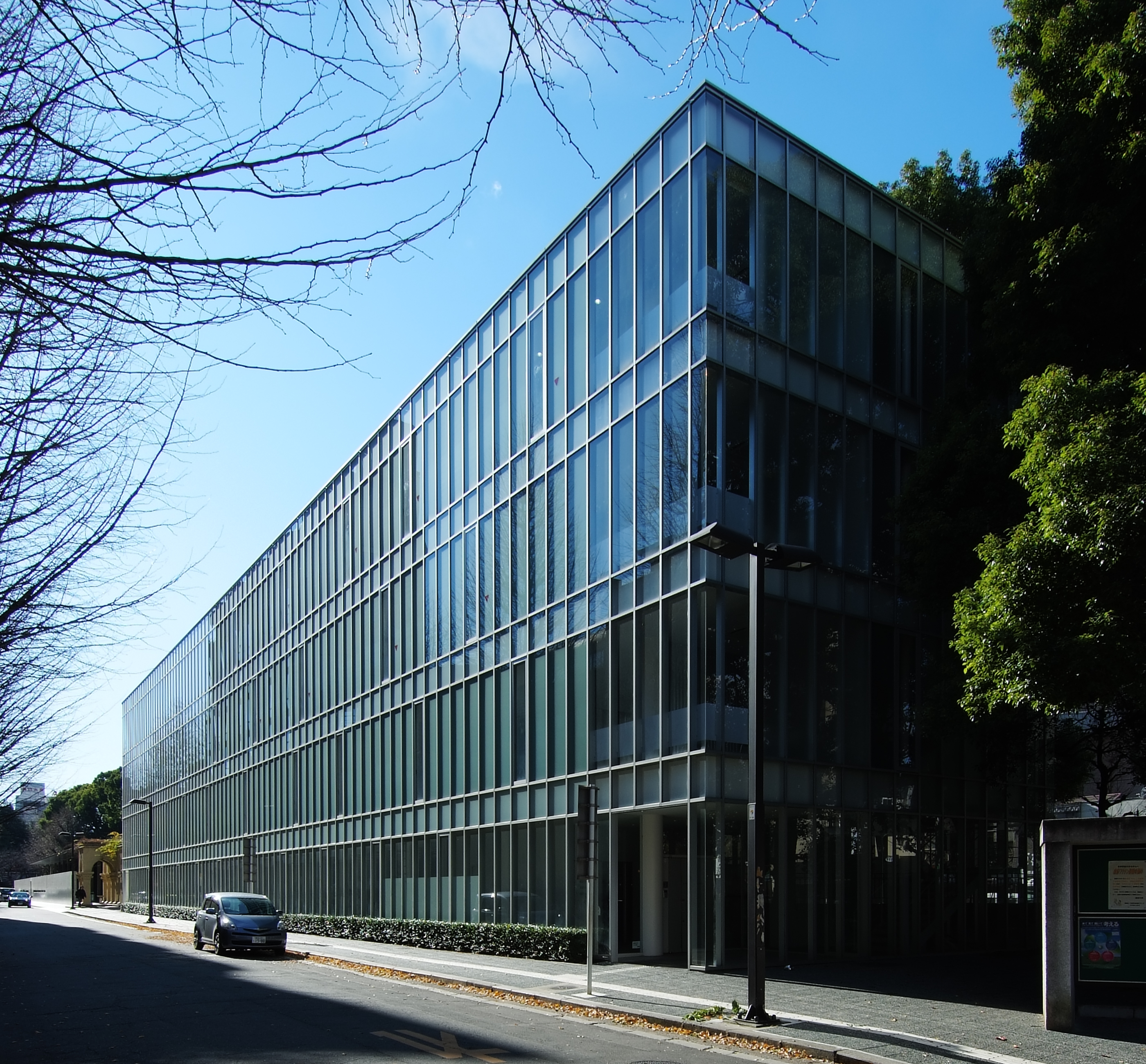
Facultatea de drept